# Miron Barnovschi-Movilă
Miron Barnovschi Movilă (exécuté le 2 juillet 1633) est prince de Moldavie de 1626 à 1629 et en 1633. La monarchie était élective dans les principautés roumaines de  Moldavie et Valachie, comme en Transylvanie et en Pologne voisines : le prince (voïvode, hospodar ou domnitor selon les époques et les sources) était élu par (et souvent parmi) les boyards : pour être nommé, régner et se maintenir, il s'appuyait sur les partis de boyards et fréquemment sur les puissances voisines, habsbourgeoise, polonaise, russe et surtout ottomane, car jusqu'en 1859 les deux principautés étaient vassales de la « Sublime Porte » ottomane dont elles étaient tributaires.

## Biographie
Miron Barnovschi est issu d’une famille de boyards moldaves d'origine polonaise (Barnowski). Son père Dimitrie avait exercé de hautes fonctions à la cour moldave où il était « mare Postelnic » (« Grand Chambellan ») de 1599 à 1606. Son grand-père Thomas Barnovschi avait été un des chefs de la conjuration des boyards qui avait mis fin au règne de Jean le Despote en 1563.
Par sa mère, de la famille de boyards moldaves Movilă, était de plus le petit-neveu des princes Ieremia Movilă et Simion Ier Movilă.
Il assume lui aussi des hautes fonctions auprès des princes de Moldavie : il est « Spătar » ("Connétable") de 1615 à 1618, « Pârcălab » ("Châtelain") de Hotin de 1618 à 1622 et « Hetman » ("Gouverneur militaire") de Suceava de 1622 à 1626. 
À la fin de son règne, son beau-père Radu Mihnea, affaibli par la maladie, lui confie un rôle important dans la gestion du pays. C’est pour cette raison qu’à la mort du prince le 13 janvier 1626, les boyards l’élisent comme prince et que sa désignation est confirmée par la « Sublime Porte ».
Selon la généalogie « Europaïsche Stammtafeln », Miron Barnovschi aurait épousé une fille du prince Radu Mihnea. Dans son ouvrage relatif au règne Miron Barnovschi, Aurel Golimaș présente une autre version des faits : en 1614, Barnovschi aurait épousé une roturière, Elena Vartic (morte en 1622). Vers la fin du règne de Radu Mihnea, Miron Barnovschi aurait promis d'épouser la fille de Mihnea, Ecaterina. Il n'aurait toutefois pas respecté son engagement, ce que la princesse Ecaterina ne lui aurait jamais pardonné. En 1626, il aurait par contre contracté une union avec une princesse polonaise.
Sur le plan religieux, son règne en Moldavie se caractérise par l’attention qu’il porte à l’édification de monuments religieux. Il fait construire dans son fief familial le Monastère de Barnovschi et fait également fortifier le monastère de Dragomirna qui avait été bâti en 1609 sous l’égide d’Atanasie Crimca, Métropolite de Moldavie de 1608 à 1629. On lui doit également la construction de l’église Saint Jean de Jassy.
Sur le plan laïc en revanche, Miron Barnovschi Movilă a laissé un mauvais souvenir dans la paysannerie moldave, car c’est lui qui a introduit le servage par son décret du 16 janvier 1628, qui fixe les paysans à la terre de leur seigneur en leur interdisant de se déplacer librement.
L’année suivante, il refuse d’accepter l’augmentation du tribut que le Grand Vizir voulait imposer à la Moldavie. En août 1629, il doit céder son trône à son jeune beau-frère Alexandre le « petit Monsieur », fils de Radu Mihnea. Il se retire alors en Pologne, ce qui ne manque pas d’éveiller la suspicion des Ottomans.
En avril 1633, après que le prince Alexandru Iliaș ait été chassé par une rébellion des boyards, ces derniers le désignent de nouveau comme prince. Miron décide alors de se rendre personnellement à Constantinople pour obtenir la confirmation de son élection. Il met près de deux mois pour rallier la capitale de l’Empire ottoman car il s’arrête à Bucarest où il rencontre le prince Matthieu Basarab ce qui renforce la méfiance des Ottomans à son égard. Lorsqu’il arrive enfin à Constantinople fin juin, les intrigues menées auprès du Divan par ses adversaires, notamment le futur prince Basile le Loup ont fait leur œuvre : le gouvernement Ottoman refuse de le reconnaître et le condamne à mort.
Miron Barnovschi-Movilă est décapité le 2 juillet 1633 en vue du Divan sous les yeux du Sultan. Son corps est abandonné dans la cour jusqu’au soir. Le Grand Vizir libère ensuite le « Postelnic » Iancu Costin (père de l’historien Miron Costin) qui avait été arrêté avec lui, afin qu’il fasse enlever et transporter la dépouille au Patriarcat orthodoxe. De là, le prince Basile le Loup fera plus tard transférer ses restes en Moldavie.
Son cousin Musa Movilă, qui avait épousé Ecatarina, une autre fille de Radu Mihnea, est désigné pour lui succéder.

## Note
1. ↑  Le candidat au trône devait ensuite "amortir" ses "investissements" par sa part sur les taxes et impôts, verser en outre le tribut aux Ottomans, et s'enrichir néanmoins. Pour cela, un règne d'au moins un an était nécessaire, mais la "concurrence" était rude, certains souverains ne parvenaient pas à se maintenir assez longtemps sur le trône, et devaient ré-essayer. Cela explique la brièveté de beaucoup de règnes, les règnes interrompus et repris, et parfois les règnes à plusieurs (co-princes). En fait, le gouvernement était assuré par le Mare Vornic (premier ministre), ses ministres (spatar-armée, vistiernic-finances, paharnic-économie, logofat-intérieur... approximativement) et par le Sfat domnesc (conseil des boyards).
Concernant le tribut aux Turcs, la vassalité des principautés roumaines envers l'Empire ottoman ne signifie pas, comme le montrent par erreur beaucoup de cartes historiques, qu'elles soient devenues des provinces turques et des pays musulmans. Seuls certains territoires moldaves et valaques sont devenus ottomans : en 1422 la Dobrogée au sud des bouches du Danube, en 1484 la Bessarabie alors dénommée Boudjak, au nord des bouches du Danube (ce nom ne désignait alors que les rives du Danube et de la mer Noire), en 1538 les rayas de Brăila alors dénommée Ibrahil et de Tighina alors dénommée Bender, et en 1713 la raya de Hotin. Le reste des principautés de Valachie et Moldavie (y compris la Moldavie entre Dniestr et Prut qui sera appelée Bessarabie en 1812, lors de l'annexion russe) ont conservé leurs propres lois, leur religion orthodoxe, leurs boyards, princes, ministres, armées et autonomie politique (au point de se dresser plus d'une fois contre le Sultan ottoman). Les erreurs cartographiques et historiques sont dues à l'ignorance ou à des simplifications réductrices. Voir Gilles Veinstein et Mihnea Berindei : L'Empire ottoman et les pays roumains, EHESS, Paris, 1987.
2. ↑  (de) Europaïsche Stammtafeln Vittorio Klostermann, Gmbh, Francfort-sur-le-Main, 2004  (ISBN 3465032926),  Basarab, Voievoden der Valachie Volume III, Tafel 194.
3. ↑  (ro) Aurel Golimaș Un domnitor - O epocă - Vremea lui Miron Barnovschi Moghilă, Voievod al Moldovei, Bucarest 1980.
4. ↑  En fait, ce décret « libère les paysans enfuis depuis plus de 7 ans à condition qu'ils reviennent sur les terres abandonnées. Ceux qui se sont enfuis après 1621 seront ramenés de force et resterons des serfs », précise Traian Sandu dans son Histoire de la Roumanie, Perrin, Paris (2008).
5. ↑  Matei Cazacu La mort infâme dans Les Ottomans et la Mort de Gilles Veinstein Publié par Brill, (1996)  (ISBN 9004105050)